# Distrito Industrial de Maracanaú
O Distrito Industrial de Maracanaú é um distrito industrial localizado na cidade cearense de  Maracanaú. Atualmente 15 mil pessoal estão alocadas nas 75 indústrias instaladas no DIF I. O DI possui, ainda, uma das maiores estações de tratamento de efluentes da América do Sul, com 70 ha de área.
O DI de Maracanaú fica a 18 quilômetros do Centro de Fortaleza e a 12 km do Aeroporto Internacional Pinto Martins. A distância para o Porto do Mucuripe é de 26km e o acesso pode ser feito pela CE-060 (interligada pelo Anel Viário à BRs BR-116, BR-020 e BR-222 e CE 065). O acesso ferroviário é feito pela linha tronco sul da Companhia Ferroviária do Nordeste.

## História
O Plano Diretor do Primeiro Distrito Industrial de Fortaleza data de 1964, durante o primeiro mandato do Governador Virgílio Távora – 1963 a 1966 – e foi elaborado pela Montreal Organização Industrial e Econômica S.A,  que, na ocasião, também preparava um DI em Sydney, na Austrália, tendo seu processo de implantação sido iniciado em 1966. A princípio, a área de abrangência era de 250 hectares, dos quais 150 seriam destinados à zona industrial e, o restante, 100 ha, compreenderia áreas verdes e de circulação.
No entanto, com o desenvolvimento do processo, notou-se, no balizamento do terreno, que a extensão da propriedade, entre a via de acesso a Baturité e a linha férrea, totaliza 1.100 hectares, dimensão essa que acabou sendo consolidada para abrigar todo o complexo industrial.
A administração do Distrito Industrial, até 1969, estava a cargo da Companhia do Desenvolvimento Econômico do Ceará (Codec), criada em 1962, no final do governo de Parsifal Barroso, e implantada no início do governo Virgílio Távora (1963). A inauguração do DI de Maracanaú, de fato, ocorreu em março de 1966 e contou com a presença do então presidente da República, Humberto de Alencar Castelo Branco.
A primeira indústria a se instalar no Distrito Industrial de Maracanaú, com o projeto da Superintendência do Desenvolvimento do Nordeste (Sudene), foi a Ceará Laminado e Compensados S.A (Celaco), no início de 1967, já com a energia de Paulo Afonso (também aquisição de Virgílio Távora). A segunda empresa a montar suas bases no DI foi a Iplac, do empresário Walder Ary. Inaugurada em 1968/1969, permaneceu no local por cerca de cinco anos.